# Emile Wagner
Karel Emilius (Emile) Wagner, soms ook Karel Emile Wagner, (Den Haag, 15 april 1825 – De Bilt, 8 augustus 1889) was een Nederlands componist en pianist.

## Loopbaan
Hij kreeg zijn muzikale opleiding aan het Conservatorium van Den Haag. Zijn docenten waren onder meer Johann Lübeck voor muziektheorie en Charles van der Does voor piano. Hij heeft enkele lessen hebben gevolgd bij Franz Liszt. Liszt had echter te weinig tijd voor lesgeven, de leerlingen mochten wel naar zijn spel luisteren, aldus een door Wagner vertelde anekdote. Wagner keerde terug naar Den Haag. Hij ondernam in Europa concertreizen met zanger Willem Pasques de Chavonnes Vrugt (hij was ook aanwezig bij diens begrafenis) en cellist Adrien François Servais. Hij was toen al zelf privédocent pianospel voor de betere Haagse kringen. Een van zijn leerlingen was Gottfried Mann.
Tussen die werkzaamheden door schreef hij enkele muziekwerken binnen het segment kamermuziek. Zo werd zijn Sonate pour piano et violoncelle opus 1 uitgegeven in 1853. Andere destijds gepubliceerde werken zijn Variations elégantes pour le piano (Weygand et Beuster, 1852) en een Trio voor strijkinstrumenten en piano.

## Persoonlijk
Hij is afkomstig uit het gezin van adjunct-commies Cornelius Wagner (1766-1826) en Martha Wilhelmina van den Berg. Zijn broer is de kunstschilder Willem George Wagner (1814-1855). Hijzelf trouwde in 1875 met de weduwe van zijn broer, Maria Louisa Ferminet.. Hij overleed in Huize Jagtlust. Hij werd vervolgens begraven in een familiegraf op Oud Eik en Duinen.